# Marleen (Lied)
Marleen ist ein Lied der deutschen Sängerin Marianne Rosenberg aus ihrem fünften Studioalbum Lieder der Nacht.

## Entstehung und Veröffentlichung
Geschrieben wurde der Titel von Joachim Heider und Christian Heilburg. Als Produzent fungierte einzig Joachim Heider. Die Single erschien im November 1976 mit der B-Seite Wieder zusammen beim Musiklabel Philips. Das Lied handelt von einer Person namens Marleen und dem lyrischen Ich, das Marleen bittet zu gehen, damit sie freie Bahn für einen von beiden begehrten Mann hat. Thematisch erzählt das Lied damit die gleiche Geschichte wie der drei Jahre ältere Country-Song von Dolly Parton, Jolene, der genauso wie Marleen die Grundaussage hat: „Du kannst doch jeden haben, bitte lass mir diesen.“ Musikalisch haben beide Lieder aber keine Entsprechung, es handelt sich bei Marleen daher nicht um eine Cover-Version von Jolene.
2020 erschien auf der Jubiläums-Edition ihres 20. Studioalbums Im Namen der Liebe mit dem Titel Marleen (Ein halbes Leben später) eine textliche Fortsetzung. In dieser erfährt man, dass das lyrische Ich seinerzeit das Feld für Marleen geräumt, den Mann später aber wiedergetroffen hat, woraufhin sich beide erneut ineinander verliebt haben.

## Charts und Chartplatzierungen
Marleen stieg erstmals am 29. November 1976 auf Rang 43 der deutschen Singlecharts ein. Seine beste Platzierung erreichte das Lied in der Chartwoche vom 14. Februar 1977 mit Rang fünf. Das Lied konnte sich 21 Wochen in den deutschen Charts platzieren, zehn davon in den Top 10. Letztmals platzierte sich das Lied in der Chartwoche vom 23. Mai 1977. Marleen avancierte zum 13. Charthit für Rosenberg in Deutschland, es ist ihr sechster und zugleich letzter Top-10-Hit. Bis heute konnte sich kein Lied von ihr besser in den deutschen Singlecharts platzieren, Er ist nicht wie du aus dem Jahr 1971 erreichte ebenfalls Rang fünf. 1977 belegte es Rang 19 der deutschen Single-Jahrescharts.
Im Jahr 2004 erschien eine Neuauflage des Titels als Single, diese stieg am 4. Oktober 2004 auf Rang 33 ein, was zugleich die beste Chartnotierung darstellte. Die Neuauflage platzierte sich fünf Wochen in den Top 100, letztmals am 1. November 2004. Es avancierte zu ihrem 25. Charthit in Deutschland.
In Österreich konnte sich Marleen eine Monatsausgabe in den Charts platzieren und erreichte dabei Rang 24 am 15. März 1977. Es wurde ihr einziger Charthit in Österreich.
| ChartsChartplatzierungen | Höchstplatzierung | Wochen |
| ------------------------ | ----------------- | ------ |
| Deutschland (GfK)        | 5 (21 Wo.)        | 21     |
| Österreich (Ö3)          | 24 (4 Wo.)        | 4      |

| ChartsChartplatzierungen | Höchstplatzierung | Wochen |
| ------------------------ | ----------------- | ------ |
| Deutschland (GfK)        | 33 (5 Wo.)        | 5      |

| ChartsJahrescharts (1977) | Platzierung |
| ------------------------- | ----------- |
| Deutschland (GfK)         | 19          |